# ایتاکورا، گونما
ایتاکورا، گونما (به لاتین: Itakura, Gunma) یک منطقهٔ مسکونی در ژاپن است که در استان گونما واقع شده‌است. ایتاکورا ۴۱٫۸۶ کیلومترمربع مساحت و ۱۵٬۰۸۲ نفر جمعیت دارد.